# اندیس کوه چشمه قرمز
کوه چشمه قرمز یک اندیس فلزی است که در حوالی شهر قطروئیه استان فارس قرار دارد و مادهٔ معدنی موجود در آن، آهن است.سنگ میزبان این اندیس مرمر و شیست سبز است و دیرینگی آن به دوران پالئوزوئیک پائین می‌رسد. 